# Florence Carlyle
Florence Carlyle   (Ontario, 17 de setembre de 1864 - Sussex Oriental, 2 de maig de 1923) va ser una pintora i retratista canadenca, coneguda especialment pel seu maneig de la llum i la tela.  La seva obra està inclosa a la col·lecció de la National Gallery of Canada.

## Infància
Florence Carlyle va néixer el 24 de setembre de 1864 a Galt, Província Unida del Canadà, filla d'Emily Youmans Carlyle i William Carlyle.  La segona més gran de set fills, Florence va ser coneguda al llarg de la seva vida com a "Bird" (ocell) per la família i els amics. El 1871 la família Carlyle es va traslladar a Woodstock, Ontario, on el seu pare, William Carlyle, va treballar com a inspector d'escoles del comtat d'Oxford.  Mentre vivia a Woodstock, Emily va crear un estudi d'art per a nens locals que estaven interessats a desenvolupar les seves habilitats artístiques sota la guia d'artistes contractats. Sentant el talent artístic de la seva filla, Emily va organitzar que Florence tingués classes privades de dibuix i pintura amb William Lees Judson. L'oncle de William (i el besoncle de Florence) va ser l'historiador i filòsof escocès Thomas Carlyle; i un escriptor contemporani va dir que William havia heretat "gran part de l'enginy i l'abstracció" del seu cèlebre avantpassat.

## Primera edat adulta
El 1883 Florence i la seva germana petita, Lilian, van exposar diverses de les seves obres al Departament de Dones de l' Exposició Industrial de Toronto .  Va ser aquesta exposició la que va donar a Florència un reconeixement generalitzat, ja que la princesa Louise i el seu marit, el marquès de Lorne van comprar una de les seves pintures de lliris blancs a la porcellana.  Aquest esdeveniment va ser molt cobert per The Globe , Daily Mail i el diari de Woodstock en aquell moment. 

## Educació a París

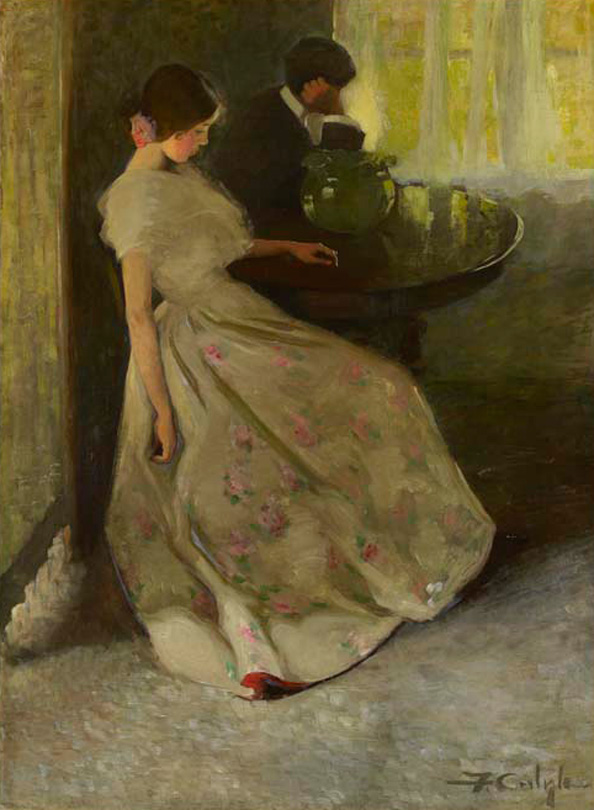
The Tiff (al voltant de 1902), oli sobre tela, de la col·lecció Art Gallery of Ontario.

Després d'adonar-se que necessitava anar a l'estranger per desenvolupar encara més les seves habilitats artístiques, Carlyle, de 26 anys, es va traslladar a París, França, el 3 de novembre de 1890.  Carlyle va viatjar a París amb el seu mentor artístic, Paul Peel, la seva germana Margaret Peel i el seu pare John Peel. No obstant això, un cop a París va llogar un pis pel seu compte.  En arribar per primera vegada a París, a Carlyle li va costar trobar una acadèmia artística que admetia dones i, a més, no segregava homes i dones a les classes.  Al principi Carlyle va assistir a l'Académie Julian, però després d'un desacord amb Adolphe-William Bouguereau, va passar a la menys prestigiosa Académie Delécluse .  El 1892 Carlyle tornaria a l'Académie Julian per acabar els seus estudis.  El 1893 va exposar el seu quadre Une Dame Hollandaise al Saló de la Société des Artistes Français, on "rebé una atenció favorable.  Carlyle va tornar a Woodstock, on la seva família encara residia el 1896. 

## Anys posteriors
Va tenir estudis a Londres i Woodstock, i el 1897 es va convertir en la primera dona a ser escollida associada de la Royal Canadian Academy . El 1899, va establir un estudi a la ciutat de Nova York. El 1904, la seva pintura a l'oli The Tiff va ser seleccionada per aparèixer a l'exposició canadenca a la Louisiana Purchase Exposition, on va guanyar una medalla de plata.   La Montreal Gazette va descriure aquesta pintura (ara a la col·lecció permanent de la Galeria d'Art d'Ontario) com "una obra forta que representa la baralla d'un amant", i va elogiar la seva execució com a "claritat i decisiva".
Els últims vint anys de la seva vida els van passar a Crowborough, Sussex, Anglaterra, on ella i la seva parella, Juliet Hastings, van comprar una casa de camp anglesa que van anomenar "Sweet Haws".
Carlyle va morir a Crowborough a la primavera de 1923. La major part del seu treball es troba a la col·lecció de la Woodstock Art Gallery de Woodstock, Ontario (55 obres).

## Preus rècord de venda
A la subhasta Cowley Abbott, Important Canadian Art (venda 2), 1 de desembre de 2022, lot núm. 112, The Studio (comprat per la Art Gallery of Ontario ), oli sobre tela, 35,25 x 21,5 polzades (89,5 x 54,6 cm), Estimació de la subhasta: 25.000,00 $ - 30.000,00 $, va obtenir un preu de 102.000,00 $.

## Publicacions
- Florence Caryle, "La vida estudiantil a París". Sentinel-Review (Woodstock), 10 de febrer de 1936. [27]